# Prokles
Prokles, Proklos (stgr. Πρόκλος — przesławny) – imię męskie pochodzenia greckiego. Próklos występowało obocznie z Proklēs i mogło także stanowić zgrecyzowana formę imienia łacińskiego Prokul (łac. Proculus). Wśród świętych – św. Prokles, męczennik (II wiek), wspominany razem ze św. Hilarionem.
Prokles (jak również Prokul) imieniny obchodzi 19 lutego, 12 lipca  i 24 października.